# Ele Opeloge
Ele Opeloge, née le 11 juillet 1985 à Apia (Samoa), est une ancienne haltérophile samoane. Elle détient la seule médaille olympique de l'histoire des Samoa, obtenu aux Jeux de 2008.

## Carrière
Ele Opeloge est née dans une famille d'haltérophile, dix des douze enfants ayant représenté les Samoa au niveau international. Elle sert en tant que porte-drapeau olympique lors des cérémonies d'ouverture des Jeux de 2008 et ceux de 2012.
Lors des Jeux olympiques d'été de 2008, elle se classe à l'origine à la 4e place mais elle est promue à la médaille d'argent après la disqualification pour dopage de l'Ukrainienne Olha Korobka et de la Kazakhe Mariya Grabovetskaya en 2016. Bien qu'elle ait obtenu la première médaille olympique de l'histoire des Samoa, le gouvernement refuse de lui offrir une prime. Le Samoa Observer organise alors une levée de fond pour elle qui rapporte 15 000 $.
En 2010 aux Jeux du Commonwealth, elle remporte la deuxième médaille d'or de l'histoire des Samoa dans cette compétition. Opeloge est choisie comme porte-drapeau lors de la cérémonie d'ouverture des Jeux du Commonwealth de 2014 où elle remporte la médaille d'argent en +75 kg.

## Palmarès

### Jeux olympiques
- Jeux olympiques d'été de 2008 à Pékin ( Chine) :
  -  médaille d'argent en +75 kg

### Jeux du Commonwealth
- Jeux du Commonwealth de 2014 à Glasgow ( Royaume-Uni) :
  -  médaille d'argent en +75 kg
- Jeux du Commonwealth de 2010 à Delhi ( Inde) :
  -  médaille d'or en +75 kg

### Jeux du Pacifique
- Jeux du Pacifique de 2015 à Port Moresby ( Papouasie-Nouvelle-Guinée) :
  -  médaille d'or en +75 kg
- Jeux du Pacifique de 2011 à Nouméa ( Nouvelle-Calédonie) :
  -  médaille d'or en +75 kg
- Jeux du Pacifique Sud de 2007 à Apia ( Samoa) :
  -  médaille d'or en +75 kg